# Шатийон, Алексис-Анри де
Алексис-Анри де Шатийон (фр. Alexis-Henri de Châtillon; 5 мая 1652 — 17 марта 1737), называемый маркизом де Шатийоном — французский военный и государственный деятель.

## Биография
Третий сын Франсуа де Шатийона, сеньора де Буарож и де Ла-Рамбодьер, и Мадлен-Франсуазы Оноре дю Кло, дядя герцога де Шатийона.
Сеньор де Шантмерль, Ла-Рамбодьер, Ла-Кретиньер, Шанлевиль, Новьон и Ланнуа.
3 апреля 1673 был назначен адъютантом Людовика XIV в ходе кампании в Нидерландах.
5 февраля 1674 стал капитаном гвардии герцога Орлеанского, затем его сына. Также был первый дворянином Палаты герцога.
Губернатор Шартра (20.04.1683), кампмейстер полка Шатийона, затем Шартрского полка.
31 декабря 1688 пожалован в рыцари орденов короля, цепь ордена Святого Духа получил в следующем году.
Бригадир драгун армий короля (1690).
Умер в замке Ла-Рамбодьер в Пуату, будучи дуайеном рыцарей орденов короля.

## Семья
Жена (26.03.1685): Мари-Розали де Бруйи-де-Пьен (1660—12.09.1735), камерфрейлина герцогини Орлеанской, вторая дочь и наследница Антуана де Бруйи, маркиза де Пьенна, и Франсуазы Годе де Маре
Дети:
- Олимп (13.01.1688—2.04.1731), аббатиса Сен-Лу близ Орлеана (1711), после своей тетки, посвящена 3.11.1726 кардиналом де Ноаем
- Мари-Розали (12.05.1689—24.12.1736). Муж (26.12.1714): маркиз Луи-Венсан де Гёбриан, кампмейстер-лейтенант полка Конде, бригадир
- Пюлькери (1692—9.03.1744). Муж (14.06.1744): Шарль-Франсуа Буавен, маркиз де Баквиль и де Бонто, полковник пехоты